# Cheilostomata
Cheilostomata é uma ordem de briozoários que compreende cerca de 600 gêneros agrupados em 70 famílias. Representam um notável grupo dentro do filo Ectoprocta, por apresentarem grande diversificação tanto de suas colônias, quanto de seus zoécios.

## Classificação
- Ordem Cheilostomata Busk, 1852
  - Subordem Inovicellata Jullien, 1888
  - Subordem Scrupariina Silén, 1941
  - Subordem Malacostega Levinsen, 1902
  - Subordem Neocheilostomina d’Hondt, 1985
    - Infraordem Flustrina Smitt, 1867
    - Infraordem Ascophora Levinsen, 1909

As duas infraordens aparecem como subordem em algumas classificações.